# Cádiz (pokrajina)
Cádiz je provincija na jugu Španjolske, na jugozapadnom dijelu autonomne zajednice Andaluzija.
Središte provincije je grad Cádiz. Provincija ima 1.240.175 stanovnika (1. siječnja 2014.), a prostire se na 7436 km2. Uz Cádiz važniji gradovi provincije su Jerez i Algeciras. Službeni jezik je španjolski.

## Vanjske poveznice
- Službene stranice